# Покуру – Гісборн/Те-Пуке
Покуру – Гісборн/Те-Пуке – елемент газотранспортної системи Нової Зеландії. Також відомий як трубопровід Bay of Plenty.
Трубопровід починається у Те-Коухай на трасі двох газопровідних систем, що подають блакитне паливо на північ Північного острова – Мауї та Капуні – Папакура. У його складі можливо виділити кілька елементів:
- споруджену в 1982-му ділянку від Те-Коухай до Кінлейту довжиною 79 км та діаметром 300 мм. В районі Кінлейту відбувається розділення системи на дві гілки;
- прокладений в 1982 – 1984 роках трубопровід від Кінлейту до Гісборну загальною довжиною 287 км, при цьому перша ділянка до Каверау довжиною 103 км виконана в діаметрі 200 мм, а далі переходять на діаметр 100 мм;
- ділянку від Кінлейту до Те-Пуке загальною довжиною 87 км, при цьому перша ділянка до Каймай-Самміт довжиною 34 км виконана в діаметрі 150 мм, а далі переходять на діаметр 100 мм.
Є відомості, що разом з відгалуженнями загальна довжина цієї системи складає 608 км.
Система розрахована на робочий тиск у 8,6 МПа.